# Pariška mirovna konferenca (1919)
Pariška mirovna konferenca je potekala po koncu prve svetovne vojne januarja 1919 v Versajski palači pri Parizu. Mirovne konference so se udeležili predstavniki 32 držav, vendar so glavne odločitve sprejemali veliki štirje: Woodrow Wilson (predsednik ZDA), David Lloyd George (ministrski predsednik Združenega kraljestva), Georges Clemenceau (ministrski predsednik Francije) in Vittorio Emmanuel Orlando (ministrski predsednik Italije). Rusija in države centralnih sil na konferenco niso bile povabljene.
Že pred koncem vojne je predsednik Woodrow Wilson predstavil svoj program 14 točk, s katerimi bi dosegel pravičen in trajen mir. Glavna ideja 14 točk je bila pravica do samoodločbe, od katere so si mnogi narodi v Evropi obetali boljšo prihodnost.  

## Program 14 točk
1. Javna diplomacija in nobenih tajnih mednarodnih pogodb (odkritost v mednarodnih dogovorih).
2. Svobodna pomorska trgovinska plovba v vojni in miru (morja naj bodo svobodna).
3. Enakopravni trgovski odnosi med narodi.
4. Razorožitev vseh držav do najnižje možne meje, prenehanje oboroževalnih tekem.
5. Nepristranska ureditev vseh kolonialnih vprašanj in upoštevanje pravic prebivalstva.
6. Nemčija mora zapustiti rusko ozemlje, Rusiji se zagotovi sodelovanje drugih narodov in neodvisno sklepanje o lastnem političnem razvoju.
7. Vojaška izpraznitev Belgije.
8. Alzacijo in Loreno mora Nemčija vrniti Franciji.
9. Popravek italijanske meje po jasno določenih narodnostnih črtah.
10. Avtonomija za avstro-ogrske narode.
11. Nemške čete morajo zapustiti Romunijo, Srbijo in Črno goro, katerih suverenost se obnovi, Srbiji pa se zagotovi svoboden in varen dostop do morja.
12. Avtonomija za narode v osmanskem imperiju.
13. Ustanovitev neodvisne poljske države, ki mora zajeti ozemlje, nesporno naseljeno s Poljaki, in svoboden dostop na morje.
14. Ustanoviti se mora splošno združenje narodov, ki bo poroštvo za politično neodvisnost in nedotakljivost velikih in malih držav.

## Konferenca

### Postopki in predlogi
Pariška mirovna konferenca se je začela 18. januarja 1919 v Versialjevi palači v Parizu. Konference so se udeležili voditelji 32 držav, vodili pa so jo veliki štirje: David LIoyd George, ki je zastopal Veliko Britanijo, Georges Clemenceau, ki je zastopal Francijo, Vittorio Emanuele Orlando, ki je zastopal Italijo in Woodrow Wilson, ki je zastopal Združene države Amerike. Pri konferenci je v vodenju delno sodelovala tudi Japonska, ki je v Pariz poslala nekdanjega predsednika svoje vlade, Saionjija Kinmochija. Nemčija ter preostale članice centralnih sil in Rusija, ki si je leta 1917 privoščila oktobrsko revolucijo, niso bile povabljene.         
Na pariški mirovni konferenci so predstavniki vseh držav predstavili izgube, škodo in žrtve vojne. Ugotovili so, da je v štirih letih vojne umrlo 17 milijonov ljudi, 25 milijonov pa jih je bilo poškodovanih. Da se kaj takega nikoli več ne bi ponovilo, so sprejeli številne ukrepe in pravila, med drugim tudi ukrepe in kazni za članice centralnih sil, zlasti Nemčijo, ki je v vojni povzročila še največ škode. 
Wilson, LIoyd George, Clemenceau in Orlando so hoteli različne stvari za Nemčijo in se niso mogli dogovoriti, kako bi morali kaznovati Nemčijo, glede na to, koliko so bile njihove države oškodovane med vojno. Ker se niso morali dogovoriti, so se zapletli v prepir. To je bilo najbolj težko za ameriškega predsednika Wilsona, ki je bil proti veliki kazni za Nemčijo, saj ZDA niso bile tako dolgo časa v vojni kot Velika Britanija, Francija in Italija ter posledično tudi niso utrpele tako velikih izgub. Wilson je hotel preprečiti novo svetovno vojno z ustanovitvijo Lige narodov, ki bi temeljila na njegovih 14 točkah, ki jih je sam napisal še pred koncem vojne.
Predlog, ki ga je predstavil Clemenceau je bil najstrožji od vseh. Predstavil je škodo, ki so jo Nemci povzročili francoski zemlji in prebivalstvu. Clemenceau se je hotel maščevati in kaznovati Nemčijo, z vrnitvijo Alzacije in Lorene Franciji, samostojnim Porenjem, brez Lige Narodov, plačanjem velikih stroškov za škodo in razooržitvijo nemške vojske tako, da Nemčija nikoli več ne bi mogla napasti Francije.
Predlog, ki ga je predstavil LIoyd George je bil srednje strog, saj je imela Velika Britanija malo ozemeljskih izgub, vendar veliko drugih izgub. LIoyd George je hotel kazen za katero bi zadostovala tistim, ki so hoteli, da Nemčija plača in jo pusti dovolj močno za trgovino, ozemlje za Britanski imperij in zaščito britanske pomorske nadvlade.
Predlog, ki ga je predstavil Orlando, je bil manj strožji, saj se je zavzemal za pridobitev ozemelj, ki so bila obljubljena, da jih bo Italija dobila v Londonskem sporazumu. Orlando se je bil pripravljen odreči ozemeljskim zahtevam za Dalmacijo, da bi priključil Reko (ali Fiume, kot so to mesto imenovali Italijani) – glavno morsko pristanišče v Jadranskem morju – medtem, ko se Sonnino ni bil pripravljen odreči Dalmaciji. Italija je na koncu zahtevala oboje in ni prejela nobenega, kar je nasprotovalo Wilsonovi politiki nacionalne samoodločbe. Orlando je podprl predlog o rasni enakosti, ki ga je na konferenci predstavila Japonska. Konferenco je zapustil zgodaj, v začetku aprila 1919. Naslednji mesec se je za kratek čas vrnil, vendar je bil prisiljen odstopiti le pet dni pred podpisom posledične Versajske mirovne pogodbe.

### Mirovna pogodba in kazenski pogoji
V začetku junija 1919 je bila mirovna Versajska pogodba pripravljena. Pogodba je bila razdeljena na ozemeljski, vojaški in finančno-gospodarski del. Pogodbo so kmalu pokazali Nemčiji, vendar ni bilo nobenih soglasij, saj so jo Nemci enostavno ignorirali. 28. junija 1919, točno pet let po atentatu na avstro-ogrskega prestolonaslednika Franca Ferdinanda v Sarajevu, so se predstavniki 32 držav sestali v Versialjevi palači, kjer sta dva predstavnika Nemčije, nemški zunanji minister Hermann Müller in nemški kolonialni minister Johannes Bell, na zahtevo predstavnikov 32 držav, podpisala Verjansko mirovno pogodbo. 
S podpisom Versajske mirovne pogodbe je Nemčija prejela stroge ukrepe: 
- Alzacija in Lorena vrnjeni Franciji,

- Posesti skupaj z vzhodno Prusijo dani Poljski,

- Prepovedana združitev z Avstrijo,

- Posarje, bogato s premogom, dano pod mednarodni nadzor za 15 let,

- Izguba vseh kolonij, katere so dane Veliki Britaniji, Franciji in drugim zmagovalcem vojne,

- Število vojakov v nemški vojski zmanjšano na 100.000 mož,

- Samo 6 bojnih ladij v nemški mornarici,

- Nobenih U-podmornic v nemški mornarici,

- Prepoved zračne sile,

- Porenje demitalizirano (prepoved prihoda nemške vojske na mejno območje med Nemčijo in Francijo).

S podpisom pogodbe je država izgubila 20 % ozemlja in 10 % prebivalstva. Ker je bila Nemčija na konferenci razglašena tudi za glavnega krivca v vojni, je morala zato plačati visoke stroške popravila, ki so bili ocenjeni na 123 milijarde mark. Po vrhu ji ni bilo dovoljeno, da se pridruži Ligi narodov in morala je sprejeti krivdo za vso škodo v vojni. S to pogodbo je bilo namenjeno preprečiti Nemčiji, da bi še kdaj postala vojaška sila.

### Druge pogodbe
Poleg Nemčije, so druge mirovne pogodbe prejele še nekdanje članice centralnih sil, Turčija, Bolgarija ter Avstrija in Madžarska, ki sta nastali z razpadom Avstro-Ogrske:
- Saint-Germainska pogodba, 10. september 1919 (Avstrija)

- Neuillyjeva pogodba, 27. november 1919 (Bolgarija)

- Trianonska pogodba, 4. junij 1920 (Madžarska)

- Sèvreška pogodba, 10. avgust 1920; naknadno revidirana z Lozansko pogodbo, 24. julija 1923 (Osmansko cesarstvo/Republika Turčija).

Ob koncu vojne novembra 1918 je Avstro-Ogrska razpadla. Na njenem ozemlju so nastale štiri države: Avstrija, Madžarska, Češko-slovaška ter Kraljevina Srbov, Hrvatov in Slovencev. Majhen del ozemlja razpadle Avstro-Ogrske je dobila Romunija. Nekaj ozemelj razpadle Avstro-Ogrske, vključno z Južno Tirolsko in Istro, so bila priključena Italiji kot dogovor iz Londonskega sporazuma iz leta 1915. Čeprav je Italija dobila velik del obljubljenih ozemelj, pa je bila besna in razočarana ker ni dobila Dalmacije, kot ji je bilo to obljubljeno v sporazumu in marsikateri Italijani so se zato počutili prevarane.
Osmansko cesarstvo je na podlagi Sèvreske pogodbe razpadlo. Na njenem ozemlju je nastala Turčija. Turki so pozneje v Lizorini podpisali pogodbo, ki je nato določilo nove meje Turčije.
Bolgarija je po podpisu Neuillyjeve pogodbe izgubila dostop do Egejskega morja, njeno ozemlje ob Egejskem morju pa je bilo dano Grčiji. Izgubila je tudi številna ozemlja na vzhodu in severu države, katera so bila nato dana Kraljevini Jugoslaviji in Romuniji.

### Izid
Pariška mirovna konferenca se je končala 21. januarja 1920 z ustanovno generalno skupščino Društva narodov. Z pogodbami in ukrepi, ki so jih sprejeli na konferenci, je bil cilj preprečiti izbruh nove vojne in zagotoviti življenje v vseh državah v večnem miru. 